# Handeln auf Befehl
Handeln auf Befehl kann Untergebene in hierarchischen Strukturen bei der Ausführung illegaler Befehle, Anordnungen und Gesetze von der strafrechtlichen Verantwortlichkeit ausschließen. Die unbedingte Gehorsamspflicht (ursprünglich aus dem militärischen Bereich) steht im Widerspruch zum Legalitätsprinzip, wenn vom Vorgesetzten die Ausführung von Straftaten befohlen wird. Um mit diesem Dilemma im nationalen und internationalen Strafrecht umzugehen, haben sich drei Rechtskonzepte entwickelt: Die mittlerweile überholte absolute Straffreiheit, die bedingte strafrechtliche Verantwortlichkeit und die absolute strafrechtliche Verantwortlichkeit des Untergebenen.

## Konzepte

### Absoluter Strafausschließungsgrund
Die absolute Straffreiheit wurde damit begründet, dass untergebene Soldaten mit geringen oder fehlenden juristischen Kenntnissen nicht zu diskutieren hätten, sondern zu gehorchen und notfalls zu sterben. Die strafrechtliche Verantwortlichkeit liegt ausschließlich beim Vorgesetzten. Das Defizit zeigt sich in der gedanklichen Zuspitzung der Verantwortlichkeit für z. B. die Verbrechen der Wehrmacht, die allein bei Hitler gelegen hätte. Das Konzept ist überholt.

### Bedingte strafrechtliche Verantwortlichkeit
Die bedingte strafrechtliche Verantwortlichkeit setzt ein, wenn der Untergebene die Rechtswidrigkeit der befohlenen Handlung kennt oder als verständiger Mensch kennen musste oder die Handlung offensichtlich rechtswidrig ist. Dieses Konzept liegt den meisten nationalen Strafgesetzen zugrunde, weil es dort auch auf kleinere und schwieriger zu erkennende Delikte wie Diebstahl, militärische Vergehen und geringfügige Verletzungen des Kriegsrechts anwendbar sein muss. Nach dem für den internationalen Strafgerichtshof in Den Haag geltenden römischen Statut gilt die bedingte Verantwortlichkeit auch im internationalen Strafrecht für Kriegsverbrechen.

### Absolute strafrechtliche Verantwortlichkeit
Das Konzept der absoluten strafrechtlichen Verantwortlichkeit wurde beim Nürnberger Prozess gegen die Hauptkriegsverbrecher aufgrund Art. 8 des IMT-Statuts erstmals in einem internationalen Strafverfahren und dann in den folgenden internationalen ad hoc-Tribunalen entsprechend den Nürnberger Prinzipien angewandt.
Mit Art. 33 des Römischen Statuts zur Begründung des Internationalen Strafgerichtshofs in Den Haag wurde es 1998 auf die Delikte Völkermord und Verbrechen gegen die Menschlichkeit eingeschränkt. Anordnungen zur Begehung von Völkermord oder von Verbrechen gegen die Menschlichkeit sind nach Art. 33 Abs. 2 offensichtlich rechtswidrig und führen in jedem Fall zu einer strafrechtlichen Verantwortlichkeit des Täters. Die dadurch bedingte Straffreiheit für andere Kriegsverbrechen wurde mit der dem Angeklagten auferlegten Beweislast und klarer definierten Kriegsverbrechen so eingeschränkt, dass Gaeta darin nur noch einen Formelkompromiss sieht, der zu keiner Aufweichung führen sollte.
Artikel 33 lautet:
1. Die Tatsache, dass ein der Gerichtsbarkeit des Gerichtshofs unterliegendes Verbrechen auf Anordnung einer Regierung oder eines militärischen oder zivilen Vorgesetzten begangen wurde, enthebt den Täter nicht der strafrechtlichen Verantwortlichkeit, es sei denn, a) der Täter war gesetzlich verpflichtet, den Anordnungen der betreffenden Regierung oder des betreffenden Vorgesetzten Folge zu leisten, b) der Täter wusste nicht, dass die Anordnung rechtswidrig ist, und c) die Anordnung war nicht offensichtlich rechtswidrig.
2. Anordnungen zur Begehung von Völkermord oder von Verbrechen gegen die Menschlichkeit sind im Sinne dieses Artikels offensichtlich rechtswidrig.[5]

## Überschneidende Strafausschließungsgründe
Die Befolgung eines rechtswidrigen Befehls kann auch unter unmittelbarem Zwang (Befehlsnotstand) oder wegen einer irrtümlichen Rechtsauffassung erfolgen. Diese beiden Sachverhalte sind eigenständige Strafausschließungsgründe und überschneiden sich teilweise mit der Rechtsfigur des Handelns auf Befehl.

## Rechtsgeschichte

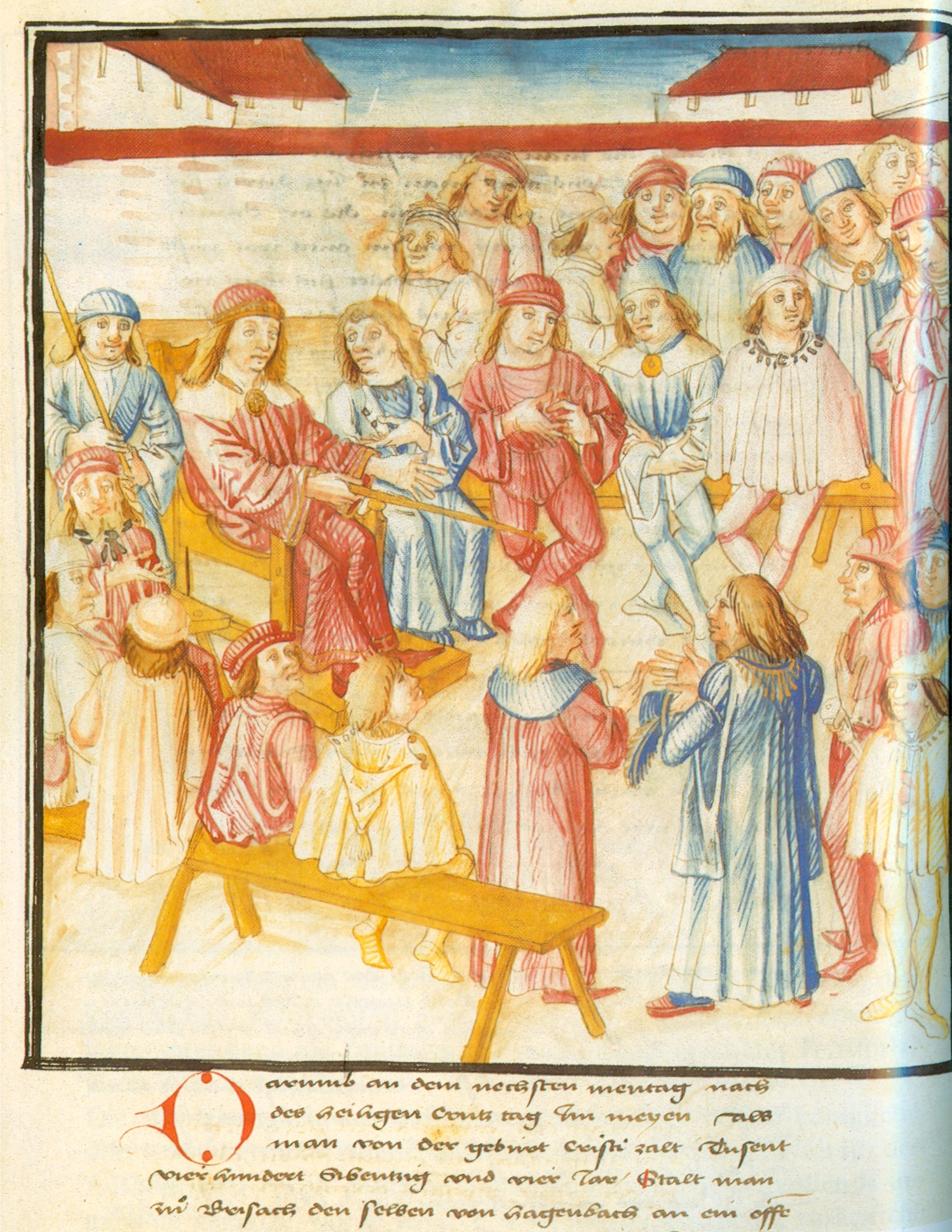
Hagenbach vor Gericht
Berner Chronik des Diebold Schilling dem Älteren

1474 wurde Peter von Hagenbach angeklagt, als Landvogt am Oberrhein Vergewaltigungen, Misshandlungen und Morde unter seiner Rechtsprechung zugelassen zu haben. Er verteidigte sich mit dem Argument, dass er auf Befehl des Herzogs von Burgund gehandelt habe, Karls des Kühnen. Trotzdem wurde er für schuldig befunden und enthauptet. Der Prozess geriet in Vergessenheit und erlangte keine Präzedenzfunktion.
1865 wurde Captain Henry Wirz, ehemaliger Kommandant des berüchtigten Kriegsgefangenenlagers Camp Andersonville der Konföderierten Staaten von Amerika in Georgia, vor einem Gericht in Washington wegen Misshandlung von Tausenden von Gefangenen und Tötung von Gefangenen zum Tode verurteilt. Der Einwand des Handelns auf Befehl seiner Vorgesetzten wurde vom Gericht abgelehnt, da der Befehl eindeutig rechtswidrig war.
1916 wurde der Kapitän des Handelsschiffes Brussels Charles Fryatt von einem deutschen Kriegsgericht als Franc-tireur zum Tode verurteilt, weil er mit seinem Schiff im Jahr 1915 in Übereinstimmung mit den Befehlen der britischen Admiralität versuchte, das deutsche U-Boot U 33 zu rammen. Das Gericht berücksichtigte die Befehlslage nicht. Der Politikwissenschaftler James Wilford Garner nennt das umstrittene Verfahren aus mehreren Gründen einen „klaren Akt des juristischen Mordes“.
1921 wurde der ehemalige U-Boot Kapitän Karl Neumann im Rahmen der Leipziger Prozesse angeklagt, am 26. Mai 1917 das britische Hospitalschiff Dover Castle im Mittelmeer versenkt zu haben. Er wurde freigesprochen, da auf Anweisung der deutschen Admiralität die Hospitalschiffe im Mittelmeer wegen angeblichen Missbrauchs durch die Alliierten zu Kriegsschiffen erklärt worden waren und er von der Rechtmäßigkeit des Befehls und seiner Ausführung ausgehen konnte.
Dagegen wurden im Fall der Versenkung des kanadischen Hospitalschiffs Llandovery Castle am 27. Juni 1918 im Atlantik durch U 86 unter Kapitän Helmut Brümmer-Patzig Ludwig Dithmar und John Boldt verurteilt, weil sie auf Befehl an der Beschießung von Rettungsbooten beteiligt waren und ihnen die Unrechtmäßigkeit des Befehls und seiner Ausführung bewusst sein musste. Die Befehlslage wurde strafmildernd für sie bewertet.
Während des Zweiten Weltkrieges legte die deutsche Militärgerichtsbarkeit weiterhin die bedingte Strafverantwortlichkeit wie im Llandovery-Fall (nach § 47 Abs. 2 MStGB) bei alliierten Angeklagten zugrunde, während sie bei Prozessen gegen deutsche Angeklagte, die Prüfung von Befehlen auf ihre Rechtmäßigkeit nicht vornahm.

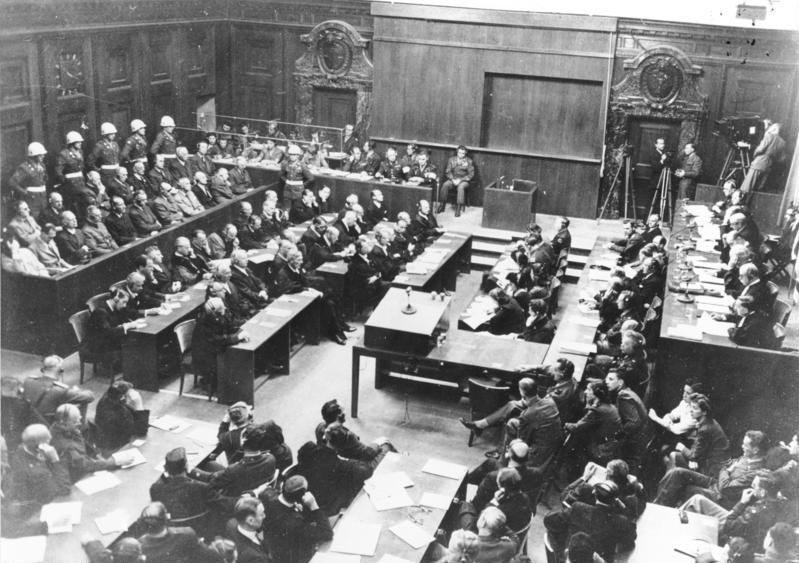
Nürnberger Prozess, 30. September 1946

Im Statut des Internationalen Militärgerichtshofs einem Anhang zum Londoner Statut vom 8. August 1945 wurde in Artikel 8 die absolute strafrechtliche Verantwortlichkeit bei Handeln auf Befehl für den Nürnberger Prozess gegen die Hauptkriegsverbrecher und in Kontrollratsgesetz Nr. 10 für die Nürnberger Nachfolgeprozesse geregelt, da bei der Schwere der zu verhandelnden Straftaten, die Rechtswidrigkeit der Handlungen offensichtlich wäre. Eine strafmildernde Berücksichtigung der Befehlslage wurde zugelassen. Eine ähnliche Regelung galt nach Art. 6 der Proklamation für das Internationale Militärtribunal für den Fernen Osten vom 19. Januar 1946.
1950 erfolgte die Kodifizierung der absoluten strafrechtlichen Verantwortlichkeit durch die Völkerrechtskommission der Vereinten Nationen als Prinzip IV der Nürnberger Prinzipien und wurde später bei den internationalen ad hoc Tribunalen (Internationaler Strafgerichtshof für Ruanda und Internationaler Strafgerichtshof für das ehemalige Jugoslawien) angewandt.
§ 5 des deutschen Wehrstrafgesetzes von 1957 folgt dem Konzept der bedingten strafrechtlichen Verantwortlichkeit und lässt unter bestimmten Voraussetzungen eine Strafmilderung und bei Vergehen das Absehen von Strafe zu.
Der Bundesgerichtshof befand 1995 im 2. Mauerschützenprozess den Schießbefehl nach § 27 DDR-GrenzG als offensichtlich rechtswidrig und verneinte den Strafverfolgungsschutz des § 258 DDR StGB.
1998 wurde bei der Aushandlung des Römischen Statuts des Internationalen Strafgerichtshofs auf Drängen der USA die bedingte strafrechtliche Verantwortlichkeit mit der absoluten Verantwortlichkeit in einem Formelkompromiss in Artikel 33 kombiniert (vgl. auch Artikel 31 Absatz 1 d, der Gefahr für den Täter nur dann als entschuldigend betrachtet, wenn er nicht größeren Schaden zuzufügen beabsichtigt, als den, der er abzuwenden trachtet).